# Atheris desaixi
Espèce
Atheris desaixi est une espèce de serpents de la famille des Viperidae. 

## Répartition
Cette espèce est endémique du Kenya.

## Description
L'holotype de Atheris desaixi, une femelle, mesure 645 mm dont 86 mm pour la queue. Cette espèce présente une teinte générale noire, chaque écaille étant marqué d'une pointe jaune moutarde.

## Étymologie
Son nom d'espèce lui a été donné en l'honneur de Frank De Saix qui a collecté le premier spécimen étudié.

## Publication originale
- Ashe, 1968 : A new Bush Viper. Journal of the East Africa Natural History Society and National Museum, vol. 27, no 1, p. 53-59 (texte intégral).